# Tornar a morir
Tornar a morir (títol original: Dead Again) és una pel·lícula estatunidenca dirigida per Kenneth Branagh, estrenada l'any 1991. Ha estat doblada al català. Aquest film ha inspirat directament Dream Theater, un grup de metall progressiu, per l'escriptura d'un dels seus millors àlbums: Metropolis Part 2: Scenes from a Memory.

## Argument
Mike Church és un detectiu de Los Angeles, especialitzat en la investigació de persones desaparegudes. Se li encarrega del cas misteriós d'una jove dona amnèsica que bateja Grace. Aquesta té malsons evocant l'homicidi d'una pianista, anomenada Margaret, pel seu marit, Roman Strauss, al final dels anys 1940. Esperant resoldre el misteri dels malsons, Church impedeix l'hàbil rapte de Grace pel seu autoproclamat promès. Acuitat per aquesta temptativa, Church és obligat a cridar un antiquari dubtós, que practica la hipnosi, per ajudar Grace.

## Repartiment
- Kenneth Branagh: Roman Strauss/Mike Church
- Andy Garcia: Gray Baker
- Emma Thompson: Grace/Margaret Strauss
- Hanna Schygulla: Inga Madson
- Derek Jacobi: Franklyn Madson
- Campbell Scott: Doug
- Robin Williams: Doctor Cozy Carlisle
- Gregor Hesse: Frankie
- Lois Hall: Sœur Constance
- Richard Easton: Pare Timothy
- Jo Anderson: Sor Madeleine/Starlet
- Raymond Cruz: Clerc
- Wayne Knight: 'Piccolo' Pete Dugan
- Obba Babatundé: Syd

## Rebuda
premis
- 1992: Festival de Berlín: Secció oficial de llargmetratges
- 1991: Globus d'or: Nominada Millor banda sonora original
- 1991: Nominada Premis BAFTA: Millor actor secundari (Derek Jacobi)

crítica
- "Convencional intriga que perd la seva força a mesura que avança la història. Resultat d'allò més efectista"[4]
- "Repartiment superlatiu. Curiosa"[5]